# Pomnik Juliana Aleksandrowicza w Krakowie
Pomnik Juliana Aleksandrowicza – pomnik znajdujący się w Krakowie w Zaułku Estreichera przy ul. św. Anny 10, w dzielnicy I Stare Miasto.

Pomnik odsłonięty w 2014 roku, a wykonany został przez Karola Badynę w formie popiersia z wyrytym napisem:
JULIAN ALEKSANDROWICZ

1908-1988

HEMATOLOG

„NIE MA NIEULECZALNIE CHORYCH”

PORTRET AUTORSTWA KAROLA BADYNY
Upamiętnia on Juliana Aleksandrowicza, polskiego  lekarza internisty, profesora nauk medycznych, filozofa medycyny i hematologa.